# Joan Martínez d'Eslava (s.XIV)
Joan Martínez d'Eslava (? - Oriola 1365) cavaller valencià que va dirigir la defensa d'Oriola durant el llarg setge al que va ser sotmès per part de Pere el Cruel de Castella, fins a la seva mort.